# Труэба, Давид
Дави́д Труэ́ба Родри́гес (исп. David Trueba Rodríguez; род. 10 сентября 1969, Мадрид) — испанский писатель
, журналист, сценарист, актёр и кинорежиссёр
. Младший брат кинорежиссёра, сценариста и кинопродюсера Фернандо Труэбы. Был женат на актрисе Ариадне Хиль.

## Биография
Изучал журналистику в Университете Комплутенсе и в 1992 году окончил курс сценарного мастерства в Американской киноакадемии. Ещё до поездки в США получил признание в качестве поэта-песенника, журналиста изданий «El País» и «El Mundo» и сценариста телепрограмм Sopa de gansos и Querido Rafael. В 1996 году дебютировал в качестве кинорежиссёра фильма «Хорошая жизнь».
В 2004 году документальный фильм «Бальсерос», в работе над которым Труэба участвовал в качестве сценариста и сопродюсера, получил номинацию на премию «Оскар». Фильм Давида Труэбы «Солдаты Саламин» (Саламин) выдвигался от Испании в качестве номинанта на «Оскар» как лучший иностранный фильм.

## Фильмография

### Режиссёр
- 1996 — Хорошая жизнь / La buena vida
- 2003 — Солдаты Саламины / Soldados de Salamina
- 2006 — Стул Фернандо / La silla de Fernando
- 2013 — Легко живётся с закрытыми глазами / Vivir es fácil con los ojos cerrados

### Сценарист
- 1997 — Пердита Дуранго / Perdita Durango — режиссёр Алекс де ла Иглесия
- 1998 — Девушка твоей мечты / La niña de tus ojos — режиссёр Фернандо Труэба

## Романы
- «Открыто всю ночь»/ Abierto toda la noche (1995).
- «Четыре друга» / Cuatro amigos (1999).
- «Уметь проигрывать» / Saber perder (2008).